# Volkswagen Derby
VW Derby é o nome dado ao Volkswagen Polo Classic no México, produzido na Argentina. Geralmente a maioria dos carros tem nomes diferentes dos que têm no Brasil. Como por exemplo, o nome do Volkswagen Fox no México é Volkswagen Lupo.

## Visão geral
Com 72.412 unidades vendidas somente em 1977, o carro foi inicialmente popular, superando as vendas do modelo irmão Polo naquele ano, mas as vendas caíram rapidamente nos anos seguintes.
Em 1981, a Volkswagen introduziu a segunda geração do Polo e a segunda geração do Derby; em 1984, o nome Derby foi abandonado e a versão sedã do Polo tornou-se o Volkswagen Polo Classic.
A maioria das peças do Derby é intercambiável com o Polo Mk1, e muitos componentes do trem de força são compatíveis com os modelos Mk2. As partes da carroceria na traseira e também o vidro traseiro são diferentes e são diretamente atribuíveis à versão original do projeto desse veículo, que deveria ser comercializado como Audi 60. As luzes da versão inicial são as mesmas do Polo Mk1 e do carro que deu início a esse design: o Audi 50, que data de pouco antes da fusão completa da Audi e da Volkswagen.
Esse foi o Carro Irlandês do Ano de 1979 da Semperit na Irlanda.